# Жюльен, Реми
Реми Жюльен (фр. Rémy Julienne; 17 июля 1930 года, Сепуа, департамент Луаре, Франция — 21 января 2021 года, Монтаржи, департамент Луаре) — французский мотоциклист, каскадёр и постановщик трюков для кинематографа и телевидения. 

Увлекался мотоспортом с ранних лет. 

В 1957 году стал чемпионом Франции по мотокроссу в категории 500 см³, приглашался в сборную страны. 

В 1964 году дебютировал в кино в качестве постановщика и исполнителя мототрюков в картине Андре Юнебеля «Фантомас». В общей сложности за свою карьеру поставил около 1400 трюков и автосцен для приблизительно 400 кино- и телефильмов, рекламных роликов, шоу и т. д., поставленных в различных странах мира.

## Биография

### Спортивная карьера
Реми Жюльен с ранних лет увлекался транспортными средствами, сев за руль своего первого мотоцикла в 12 лет. За свой непоседливый и шумный нрав в школе был назначен руководителем секции кино, с тем условием, что если он продолжит свои выходки, то будет лишён этого места. В это время приобщился к кинематографу, пересмотрев много фильмов Чарли Чаплина, Мака Сеннета, Лорела и Харди и др. После окончания школы продолжил занятия мотоспортом, а в 24 года приобрёл свой первый мотоцикл повышенной проходимости и стал принимать участия в соревнованиях по мотокроссу.
В 1957 году стал чемпионом Франции по мотокроссу в категории 500 см3, занимал вторые места в кубках страны в сезонах 1960 и 1962 годов и в связи с такими результатами неоднократно приглашался в сборную Франции. В 1982 году в составе команды с Жаном-Пьером Мазурье и Жаном-Клодом Бутье выиграл престижную гонку «24 часа Руан» (фр. 24 heures motonautiques internationales de Rouen), являющуюся аналогом «24 часа Ле-Мана» в области водно-моторного спорта.

### Карьера в кинематографе
В 1964 году по приглашению постановщика специальных эффектов Жиля Деламара был задействован на съёмках своего первого фильма. Это была картина Андре Юнебеля «Фантомас», являющаяся вольной адаптацией романов Марселя Аллена и Пьера Сувестра о Фантомасе, а также пародией на британские фильмы о Джеймсе Бонде. Как и в «бондиане», важное место в фильме «Фантомас» занимают каскадёрские сцены с участием автотранспорта, а Жюльен отвечал за постановку эпизодов, в которых задействована мототехника. Несмотря на то, что первоначально Реми не предполагал продолжать заниматься развитием своей карьеры в кинематографе, он был приглашён Деламаром на съёмки ленты «Коплан ломает всё» («Агент Коплан — супершпион») Риккардо Фреда, также пародирующей некоторые стороны фильмов о Джеймсе Бонде. По словам Жюльена, этот фильм и режиссёр оказали важное влияние на его дальнейшую кинематографическую карьеру. После того как Деламар погиб 31 мая 1966 года, подменяя Жана Маре во время выполнения автомобильной сцены преследования в фильме Кристиана-Жака «Святой выходит на след», Жюльен фактически перенимает его дело и становится ведущим постановщиком каскадёрских сцен во французском кинематографе.

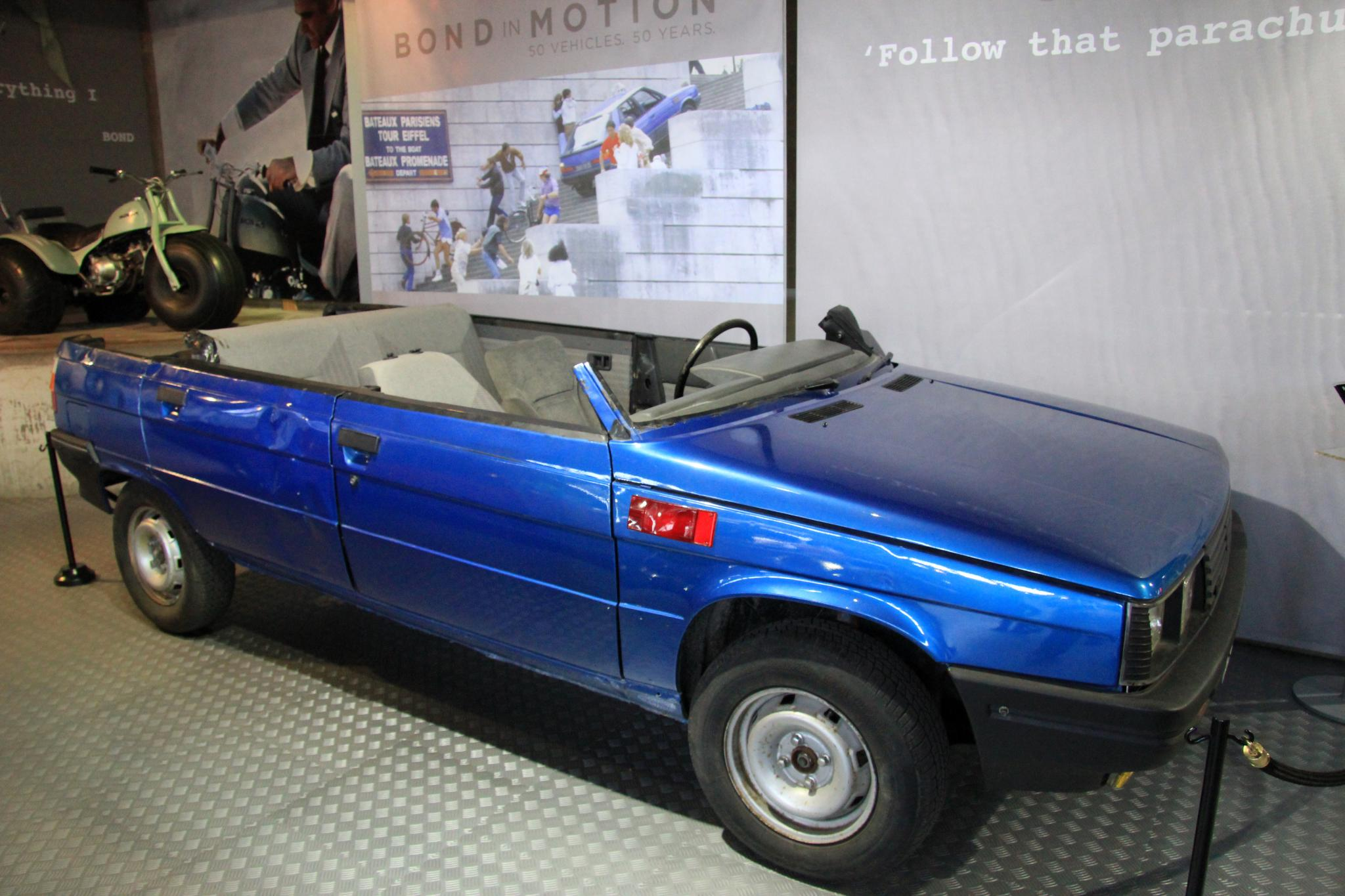
Renault 11 со снесённой по сценарию кабиной, который использовался во время съёмок картины «Вид на убийство»

Кроме того, Жюльен продолжил сотрудничество с де Фюнесом в серии фильмов о жандарме из Сен-Тропе, а также в нескольких других его фильмах, снятых Жаном Жиро и другими режиссёрами. Является постановщиком автотрюков для шести фильмов о Джеймсе Бонде («Только для твоих глаз», «Осьминожка», «Вид на убийство», «Искры из глаз», «Лицензия на убийство» и «Золотой глаз»). В общей сложности за свою карьеру поставил около 1400 трюков для примерно 400 кино-телефильмов, рекламных роликов, шоу и т. д., снятых в различных странах мира. Дублировал многих известных актёров, помогал им в подготовке и осуществлении трюков (Жан-Поль Бельмондо, Ален Делон, Роджер Мур и др.). Бельмондо с благодарностью вспоминал его участие в создании фильма «Кто есть кто» (1979), отмечая, что многие трюки выполняет самостоятельно, готов к наиболее сложным из них, но всё зависит от конкретной физической формы, минутного желания. В этой картине Жюльен научил его сложным трюкам: «…спускаться вниз по лестнице… в машину. Мчаться очертя голову или взбираться наверх. Ещё мне надо повисеть на канатной дороге, оказавшись без кабины…»
Кроме кинематографической деятельности спроектировал автомобильный аттракцион для парижского Диснейленда. Шоу начало работу в 2002 году и получило название «Moteurs, Action!» С учётом успеха этого аттракциона, с 2005 году шоу оно было повторено и перенесено во «Всемирный центр отдыха Уолта Диснея» («Диснейуорлд») во Флориде.

### Обвинение в убийстве по неосторожности
16 августа 1999 года на съёмках фильма Жерара Кравчика «Такси 2» произошёл трагический инцидент, в котором оказался замешан Реми Жюльен. Во время съёмок одного из каскадёрских трюков погиб кинооператор Ален Дютартр (фр. Alain Dutartre), когда согласно сценарию автомобиль Peugeot 406, перемещаясь по тоннелю на большой скорости, подпрыгивает и перелетает на кучу картонных коробок. Однако во время съёмок этот трюк пошёл не так как было запланировано, и автомобиль, пролетев дальше, чем предполагалось, налетел на заграждение и наехал на съёмочную группу. Находившийся там Дютартр получил тяжёлые повреждения головы, в результате чего скончался. Во время этого несчастного случая пострадал также ассистент Дютартра, которому неуправляемый автомобиль сломал обе ноги. По этому делу прошло несколько судебных процессов, в ходе которых обвинялись Жерар Кравчик, Люк Бессон (продюсер) и Реми Жюльен. В 2007 году Жюльен был признан виновным в убийстве по неосторожности, и ему был вынесен приговор в виде меры наказания — восемнадцать месяцев тюрьмы условно и выплаты штрафа в размере 13 000 евро. В 2009 году приговор Жюльену был смягчён и срок лишения свободы сокращён до 6 месяцев тюрьмы условно, а размер штрафа был снижен до 2 000 евро. Кроме того его обязали выплатить 60 тысяч евро родственникам погибшего.

### Смерть
В начале января 2021 года был госпитализирован в Мостаржи; скончался вечером 21 января от последствий коронавирусной инфекции во время эпидемии COVID-19 во Франции.

## Избранная фильмография
- 1964: Фантомас / Fantômas (Андре Юнебель)
- 1965: Коплан ломает всё /  Coplan FX 18 casse tout  (Риккардо Фреда)
- 1965: Джентльмен из Кокоди / Le Gentleman de Cocody (Кристиан-Жак)
- 1966: Большая прогулка / La Grande Vadrouille (Жерар Ури)
- 1966: Ресторан господина Септима / Le Grand Restaurant (Жак Бенар)
- 1966: Операция «Святой Януарий» / Opération San Gennaro (Дино Ризи)
- 1967: Большие каникулы / Les Grandes Vacances (Жан Жиро)
- 1968: Босс / Le Pasha (Жорж Лотнер)
- 1968: Жандарм женится / Le Gendarme se marie (Жан Жиро)
- 1968: Зовите меня «О»! / Ho ! (Робер Энрико)
- 1969: Супермозг / Le Cerveau (Жерар Ури)
- 1969: Кожа Торпедо / La peau de torpedo (Жан Деланнуа)
- 1969: Ограбление по-итальянски / The Italian Job (Питер Коллинсон)
- 1970: Точка падения / Point de chute (Робер Оссейн)
- 1970: Жена священника / La Femme du prêtre (Дино Ризи)
- 1970: На древо взгромоздясь / Sur un arbre perché (Серж Корбер)
- 1970: Жандарм на прогулке / Le Gendarme en Balade (Жан Жиро)
- 1970: Атлантический вал / Le Mur de l’Atlantique (Марсель Камю)
- 1970: Холодный пот / De la part des copains (Теренс Янг)
- 1970: Город насилия / Città violenta (Серджо Соллима)
- 1970: Возвращение надоедливой букашки / Fantasia chez les ploucs (Жерар Пирес)
- 1971: Убийца / Le Tueur (Дени де Ла Пательер)
- 1971: Побег / La Poudre d’escampette (Филипп де Брока)
- 1971: Дом под деревьями / La maison sous les arbres (Рене Клеман)
- 1971: Взломщики / Le Casse (Анри Вернёй)
- 1972: Шарло в Испании / Les Charlots font l’Espagne (Жан Жиро)
- 1972: Змей / Le Serpent (Анри Вернёй)
- 1972: Американская ночь / La Nuit américaine (Франсуа Трюффо)
- 1972: Шакал / The Jackal (Фред Циннеман)
- 1972: Бумаги Валачи / Cosa Nostra (Теренс Янг)
- 1972: Приключение — это приключение / L’aventure c’est l’aventure (Клод Лелуш)
- 1973: Нет дыма без огня («Шантаж» в сов. прокате) /  Il n’y a pas de fumée sans feu (Андре Кайат)
- 1973: С Новым годом! /  La Bonne Année (Клод Лелуш)
- 1973: Приключения раввина Якова / Les Aventures de Rabbi Jacob (Жерар Ури)
- 1973: Крупный калибр / Tony Arzenta (Дуччо Тессари)
- 1973: Двое в городе / Deux hommes dans la ville (Жозе Джованни)
- 1974: Специальное отделение / Section spéciale (Коста-Гаврас)
- 1974: Французский связной 2 / French Connection II (Джон Франкенхаймер)
- 1974: Пощёчина / La Gifle (Клод Пиното)
- 1974: Страх над городом / Peur sur la ville (Анри Вернёй)
- 1975: Акт агрессии /  L’Agression (Жерар Пирес)
- 1975: Цыган / Le Gitan (Жозе Джованни)
- 1975: Дикарь / Le Sauvage (Жан-Поль Раппно)
- 1975: Полицейская история / Flic Story (Жак Дере)
- 1975: Частный детектив / L’Alpagueur (Филипп Лабро)
- 1976: Полицейский кольт «Питон 357» / Police Python 357 (Ален Корно)
- 1976: Дальше некуда! / On aura tout vu (Жорж Лотнер)
- 1976: Крылышко или ножка / L’Aile ou la Cuisse (Жорж Лотнер)
- 1976: Скажите ей, что я её люблю / Dites-lui que je l’aime (Клод Миллер)
- 1976: Каждому свой ад / A chacun son enfer (Андре Кайат)
- 1976: Жизнь взаймы / Bobby Deerfield (Сидни Поллак)
- 1977: Чудовище / L’Animal (Клод Зиди)
- 1977: Смерть негодяя / Mort d’un pourri (Жорж Лотнер)
- 1978: В интересах государства / La raison d'état (Андре Кайат)
- 1978: Побег / La Carapate (Жерар Ури)
- 1979: Удар головой / Coup de tête (Жан-Жак Анно)
- 1979: Кто есть кто / Flic ou voyou (Жорж Лотнер)
- 1979: Жандарм и инопланетяне / Le Gendarme et les Extra-terrestres (Жан Жиро)
- 1979: Любовь и пули / Avec les compliments de Charlie (Стюарт Розенберг)
- 1980: Инспектор-разиня / Inspecteur la Bavure (Клод Зиди)
- 1980: Укол зонтиком / Le Coup Du Parapluie (Жерар Ури)
- 1980: Игра в четыре руки / Le Guignolo (Жорж Лотнер)
- 1980: Троих надо убрать / Trois hommes à abattre (Жак Дере)
- 1981: Только для твоих глаз / For Your Eyes Only (Джон Глен)
- 1981: Профессионал / Le Professionnel (Жорж Лотнер)
- 1981: За шкуру полицейского / Pour la peau d’un flic (Ален Делон)
- 1982: Ас из асов / L’As des as (Жерар Ури)
- 1982: Неукротимый / Le Battant (Робин Девис и Ален Делон)
- 1982: Жандарм и жандарметки / Le Gendarme et les Gendarmettes (Жан Жиро)
- 1983: Вне закона / Le Marginal (Жак Дере)
- 1983: Осьминожка / Octopussy (Джон Глен)
- 1983: Однажды в Америке / Once Upon a Time in America (Серджо Леоне)
- 1984: Седьмая мишень / La Septième Cible (Клод Пиното)
- 1984: Авантюристы / Les Morfalous (Анри Вернёй)
- 1984: Весёлая Пасха / Joyeuses Paques (Жорж Лотнер)
- 1985: Мишень / Target (Артур Пенн)
- 1985: Вид на убийство / A View To A Kill (Джон Глен)
- 1986: Дурная кровь / Mauvais Sang (Леос Каракс)
- 1986: Доспехи бога
- 1987: Одиночка / Le Solitaire (Жак Дере)
- 1987: Искры из глаз / The Living Daylights (Джон Глен)
- 1988: Неистовый / Frantic (Роман Полански)
- 1988: Лицензия на убийство / Licence to Kill (Джон Глен)
- 1991: Великолепная афера / Matchstick Men (Джон Ву)[источник не указан 757 дней]
- 1991: Доспехи бога 2
- 1995: Мистер Ститч / Mr Stitch (Роджер Эвери и Рутгер Хауэр)
- 1995: Золотой глаз / GoldenEye (Мартин Кэмпбелл)
- 1998: Один шанс на двоих / Une chance sur deux (Патрис Леконт)
- 1998: Такси / Taxi (Жерар Пирес)
- 1999: Такси 2 / Taxi 2 (Жерар Кравчик)
- 2002: Неудержимые / Riders (Жерар Пирес)
- 2006: Код да Винчи / Da Vinci Code (Рон Ховард)
- 2010: Мышеловка / La Souricière (Антуан Бессон и Ясмина Гемзи)